# Polystomatium
Polystomatium es un género de foraminífero bentónico considerado un sinónimo posterior de Elphidium de la subfamilia Elphidiinae, de la familia Elphidiidae, de la superfamilia Rotalioidea, del suborden Rotaliina y del orden Rotaliida. Su especie tipo era Nautilus strigillatus. Su rango cronoestratigráfico abarcaba el Holoceno.

## Clasificación
Polystomatium incluía a las siguientes especies:
- Polystomatium leptactis
- Polystomatium strigillatus